# Тока, Владимир Салчакович
Тока Владимир Салчакович (16 июня 1942 года, Кызыл, Тувинская АССР — май 2008, Республика Тыва) — композитор, первый джазмен Тувы, заслуженный артист Тувинской АССР (1984), Народный артист Республики Тыва (2003).

## Биография
Родился 16 июня 1942 года в семье видных деятелей — Салчака Калбак-Хорековича Тока (первого секретаря Тувинского обкома партии, одного из первых писателей и драматургов Тувы) и Хертек Амырбитовны Анчимаа-Тока (председателя Малого Хурала Тувинской Народной Республики).
Занятия музыкой начались в 1950 году в Кызылской детско-музыкальной школе (класс фортепиано Е. Р. Близнюк). В 1960 г. учился на подготовительном отделении консерватории, с 1962 г. Тока стал студентом курса Новосибирской государственной консерватории им. М. И. Глинки, фортепианного факультета. Владимир Тока получил отличную школу фортепианного исполнительства под руководством профессора М. С. Лебензон, которая передала ему свою любовь к музыке С. В. Рахманинова.
Первое произведение Владимира Тока — концерт для фортепиано с оркестром «Улан цэцэг» («Красный цветок»), симфоническая поэма «Тувинские пейзажи», прозвучавшая в одном из концертов тувинской музыки в Москве. Стажировался в Ленинградской государственной консерватории им. Н. А. Римского-Корсакова по классу композиции А. Д. Мнацаканяна.
В 1984 году композитору было присвоено звание заслуженного артиста Тувинской АССР, был принят в Союз композиторов СССР. В 1992 году за создание «Таежной симфонии» (симфония № 2) удостоен Государственной премии Республики Тува. С 1997 по 1998 годы был председателем Правления Союза композиторов Тувы. По стилевой направленности его называют тувинским Рахманиновым или Чайковским. Он — первый джазмен Тувы. До конца жизни работал пианистом симфонического оркестра Тувинской государственной филармонии.

## Награды и звания
- Заслуженный артист Тувинской АССР (1984)
- Лауреат Государственной премии Республики Тыва (1994)
- Народный артист Республики Тыва (2003)

## Сочинения
- симфоническая поэма «Ай-кыс» («Лунная девушка»)
- симфоническая поэма «Воспоминание о прошлом»
- «Ноктюрн» для гобоя соло с оркестром
- музыка к драматическим спектаклям («Маугли», «730 дней и ночей», «Звёздные мастера», «Маленькие трагедии», «Кровавая свадьба»),
- музыка к хореографическим постановкам ансамбля «Саяны» («Памятник», «Танец шамана», «Тувинский танец», «Танец с пиалами» и др.)
- балет «Кодур-оол и Биче-кыс», рок-опера «Её должность — жена лесника»
- фортепианный дуэт «Енисейская акварель»
- «Пастушок» для гобоя и фортепиано
- романсы и песни «Дуруяа», «Эреспей», «Оглум чазы»
- балетные партитуры спектаклей «Ынакшылдын кужу» («Сила любви») и «Рождение героя»
- «Саян-Танды кыстары», «Салымымны чурээм согуу хемчээп каар» и др.